# Întreprinderea Aeronautică Română

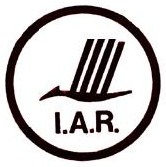
Logo

Întreprinderea Aeronautică Română (Abkürzung IAR), oft auch Industria Aeronautică Română genannt, ist ein Unternehmen der Luftfahrtindustrie Rumäniens. Es wurde in den 1920er-Jahren als staatlich subventioniertes Unternehmen gegründet, zu Beginn des Zweiten Weltkriegs verstaatlicht und ist heute unter der Bezeichnung S.C. IAR S.A. wieder eine private Aktiengesellschaft.

## Geschichte
Die Gründung erfolgte am 1. November 1925 in Brașov unter Beteiligung der französischen Firmen Blériot-Deperdussin und Lorraine-Dietrich. In den ersten Jahren wurden nur Lizenzbauten französischer Muster sowie der dazugehörigen Motoren durchgeführt. Erstes eigenes Modell war die von Elie Carafoli und Virmoux konstruierte IAR C.V.11 von 1930, die jedoch nicht in Serie gebaut wurde. Erstes eigenes, ab 1933 gebautes Serienmodell war die IAR-14. In den 1930er Jahren erfolgte die Lizenzproduktion der polnischen Jäger P-11 und P-24. 1936 entwickelte IAR den ersten rumänischen Flugmotor K-9. 1939 verkauften die französischen Aktionäre ihre Anteile an die rumänische Regierung, und IAR wurde am 1. Januar verstaatlicht.

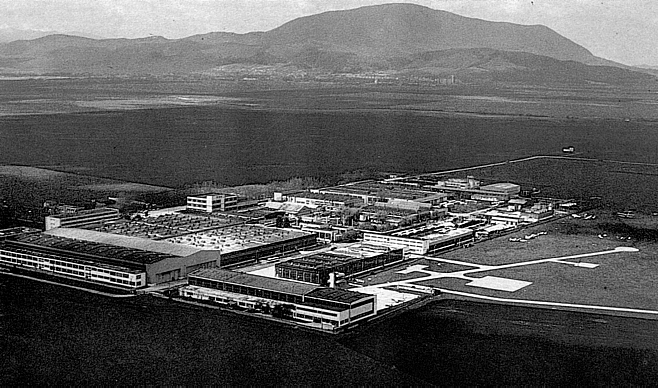
Die IAR-Anlagen am Flughafen Brașov-Ghimbav

Zwischen 1925 und 1944 wurden etwa 20 Flugzeugmuster entwickelt, wobei die Entwürfe des Entwicklungsteams Ion Grosu, Ion Cosereanu und Gheorghe Zolta, das ab 1933 bei IAR tätig war, zu den erfolgreichsten zählten. Aus dieser Periode stammen beispielsweise der Aufklärer IAR-39 sowie die Jägertypen IAR-14, IAR-80 und IAR-81.
Von Oktober 1940 bis 1944 konzentrierte sich IAR mangels geeigneter Typen aus eigener Entwicklung auf die Fertigung deutscher Lizenzmuster, wie etwa der Bf 109, für die Luftstreitkräfte Rumäniens. In diesem Zeitraum wuchs die Zahl der Angestellten auf etwa 8000. 1944 wurden große Teile der Werksanlagen durch alliierte Bombenangriffe zerstört. Bis dahin waren seit Gründung der IAR etwa 1000 Flugzeuge und 2000 Triebwerke produziert worden.
Nach dem Ende des Zweiten Weltkriegs und dem Sturz der Antonescu-Diktatur wurden die Produktionsanlagen zum Traktorenbau umfunktioniert, aus der Uzina Tractorul Brașov hervorging. Lediglich eine kleine Entwicklungsabteilung unter der Leitung von Radu Manicatide beschäftigte sich ab 1946 weiter mit dem Flugzeugbau. Die erste Nachkriegsentwicklung war das Sportflugzeug IAR-811 von 1949. 1950 wurde das Werk in Brașov aufgrund wirtschaftlicher Engpässe geschlossen, jedoch ein Jahr später als Flugzeugreparaturwerk 3 (URMV-3, Uzinele de Reparatii Material Volant) wieder eröffnet, wobei noch zwei Reparaturwerften in Bukarest-Pipera (ARMV-2, Atelierele de Reparatii Material Volan) und Mediasch (ARMV-1) hinzukamen. Erstes Serienmodell war die IAR-813 von 1953.
In den 1950er-Jahren wurde in Brașov unter Leitung von Iosif Silimon die Entwicklung von Segelflugzeugen aufgenommen, von denen die IS-3 und die IS-29 die bekanntesten sind. 1968 erhielt das Werk die Bezeichnung ICA (Întreprinderea de Construcţii Aeronautice). Hauptwerk für die Motorflugzeugkonstruktion wurde 1956 das Bukarester Werk, das anfangs als CTiA, ab 1959 als ICRMA und später unter IRMA (Întreprinderea de Reparatii Material Aeronautic) firmierte. Aus IRMA entstand 1978 IAvB (Întreprinderea de Avioane Bukurești) und 1990 schließlich Romaero. Ein ehrgeiziges Projekt zur Entwicklung des heimischen Kampfflugzeuges IAR-95 wurde aufgrund finanzieller Engpässe in den späten 1980er-Jahren abgebrochen.
Aufgrund einer Lizenzvereinbarung mit dem britischen Britten-Norman-Konzern begann 1969 die Produktion von 200 BN-2-Islander-Maschinen. 1978 wurde ein weiterer Vertragsabschluss über die Produktion von 22 Verkehrsflugzeugen British Aerospace One-Eleven (Serie 475 und 500) vereinbart, tatsächlich wurden aber nur neun Maschinen produziert.
Weitere in Lizenz produzierte Muster waren die französischen Hubschrauber Aérospatiale SA-319 Alouette III (als IAR-316B) und Aérospatiale SA 330 Puma (als IAR-330) sowie der sowjetische Kamow Ka-126. Zusammen mit der jugoslawischen Firma Soko entstand der Jagdbomber IAR-93, der in Jugoslawien als Soko J-22 Orao eingesetzt wird. Der Strahltrainer IAR-99 erschien 1985 und steht bei den rumänischen Luftstreitkräften im Einsatz.
Im Jahre 1996 erwarb Bell Helicopters einen Anteil von 51 % an IAR S.A. Gleichzeitig wurde ein Vertrag zur Lizenzproduktion von 96 Kampfhubschraubern Bell AH-1W Super Cobra für die Streitkräfte Rumäniens mit einem Umfang von 1 Milliarde US-Dollar abgeschlossen.
In neuester Zeit basiert die Tätigkeit von IAR S.A. vor allem auf der Instandhaltung und Modernisierung der rumänischen Aérospatiale SA-319 Alouette und Aérospatiale SA 330 Puma. Das Unternehmen wurde in letzter Zeit auch auf dem globalen Markt aktiv und ist gemäß dem Jahresbericht 2006 auf den Märkten in Israel, Pakistan und den V.A.E. präsent.
Der Lizenzbau von Airbus H215M steht und fällt mit einer Beschaffung für die Streitkräfte Rumäniens.

## Eigene Konstruktionen (Auswahl)

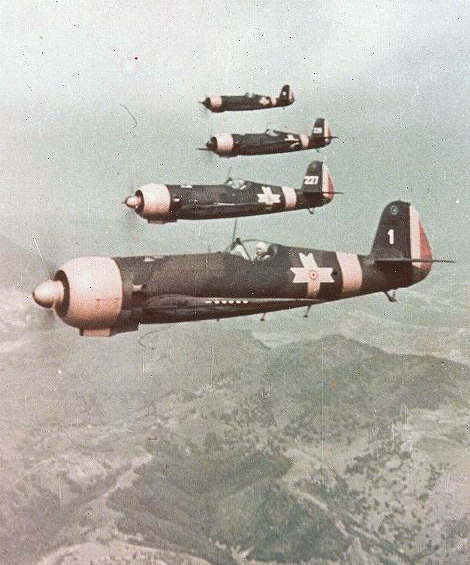
Vier Jagdflugzeuge IAR-80 im Flug

- IAR-14 (1933)
- IAR-39 (1939)
- IAR-80 (1939)
- IAR-81 (1941)
- IAR-818 (1960)
- IAR-821 (1967)
- IAR-823 (1973)
- IAR-93 (1974)
- IAR-99 (1985)

## In Lizenz gebaute Typen (Auswahl)
- Morane-Saulnier MS-35 (1928)
- Potez 25 (1929)
- PZL P-11f (1934)
- Fleet F-10G (1936)
- Savoia-Marchetti S.62bis (1936)
- PZL P-24E (1937)

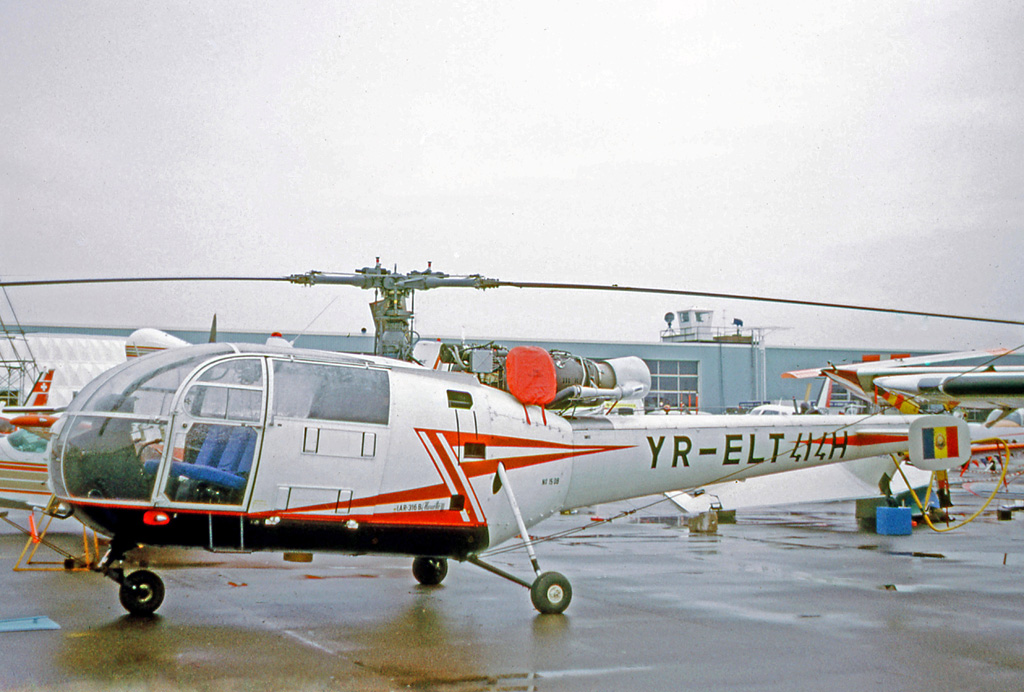
IAR-316B, Lizenz der Alouette III

- Savoia-Marchetti SM.79B (1940, als JRS-79B)
- Fieseler Fi 156 (1942)
- Messerschmitt Bf 109G (1944)
- Britten-Norman BN-2 (1969)
- Aérospatiale SA-319 Alouette III (1971)
- Aérospatiale SA 330 Puma (1977)
- BAC 1-11 (1978)
- Jakowlew Jak-52 (1978)